# Horloge (constellation)
Horologium
Pour les articles homonymes, voir horloge (homonymie) et Hor.
L'Horloge est l'une des constellations les plus au sud de la voûte céleste, l'une des moins lumineuses d'une région déjà pauvre en étoiles.

## Histoire
L'Horloge est une des 15 nouvelles constellations introduites par Nicolas-Louis de Lacaille afin de combler les derniers pans de ciel austral sans désignation. Appelée à l'origine Horologium Oscillitorium (soit horloge à balancier en latin), son nom a ensuite été raccourci pour être plus maniable. Cette dénomination était un hommage à Christian Huygens, inventeur, entre autres, de l'horloge à balancier.

## Observation des étoiles

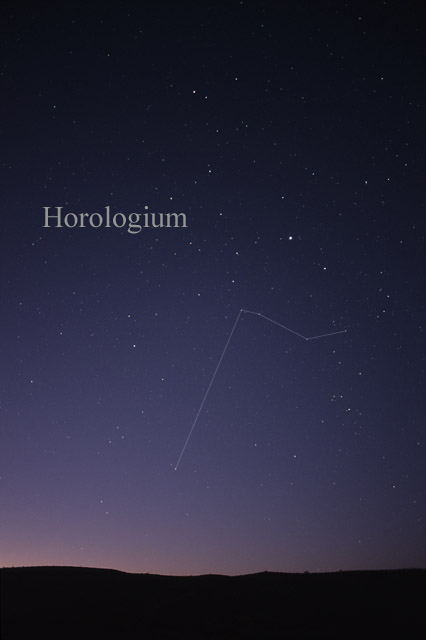
Constellation de l'Horloge.

L'horloge se situe sur le flanc sud de la dernière ligne droite de la rivière Éridan. En dehors de son terminus, α Eridani (Achernar), Éridan est difficile à tracer dans cette zone, localiser l'ensemble est déjà relativement difficile.
L'horloge est formée d'étoiles peu lumineuses et très dispersées, ce qui la rend encore plus difficile à retracer.
Le plus pratique est probablement de procéder par zone : la partie sud de l'horloge est située à ~10° à l'Est de Achernar, et s'oriente sensiblement nord/sud ; la partie Nord de la constellation s'étend au Nord-Est d'Achernar, suivant une orientation NE/SO, jusqu'à ~25° de cette étoile. C'est une zone où l'on ne voit pas grand-chose, les étoiles brillantes de la région sont le plus souvent celles de constellations voisines.

## Étoiles principales

### αHorologii
α Horologii est l'étoile la plus brillante de la constellation de l'Horloge, et il ne s'agit pas d'un lumineuse bien visible. Avec une magnitude apparente de seulement 3,85, α Horologii est une géante rouge environ 10 fois plus grande que le Soleil et fusionne en ce moment son hélium en carbone et en oxygène.

### Autres étoiles
Hormis α Horologii, toutes les étoiles de l'Horloge sont, au mieux, de cinquième magnitude.
R Horologii est une étoile variable de type Mira (ο Ceti) : elle varie entre les magnitudes 4,7 et 14,3 sur un cycle de 407,6 jours, devenant donc périodiquement la deuxième étoile la plus brillante de la constellation.
ι Horologii (HR 810) possède au moins une planète confirmée, de 2,26 fois la masse de Jupiter. Elle semble tourner sur une orbite assez excentrique, accomplissant une révolution en 311 jours.

## Objets célestes

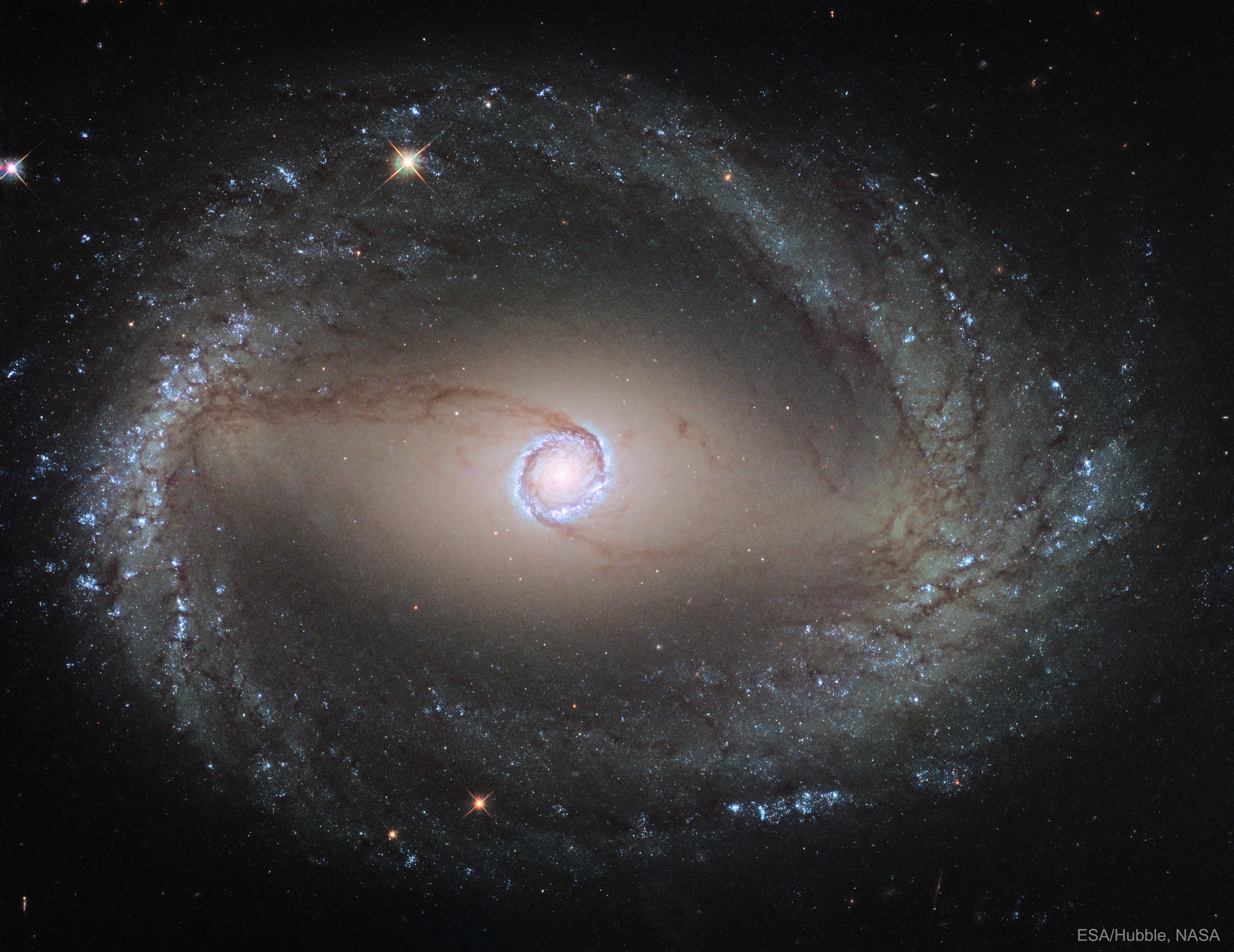
La galaxie spirale barrée NGC 1512 dans la constellation de l'Horloge.

La constellation de l'Horloge héberge l'amas globulaire NGC 1261, d'une magnitude apparente égale à 8,3 et discernable dans un petit télescope. S'y trouve également les galaxies NGC 1433, NGC 1448 et NGC 1512. Cette dernière présente un remarquable anneau de formation d'étoiles en son centre.